# Sandefjord Fotball 2012
Questa voce raccoglie le informazioni riguardanti il Sandefjord Fotball nelle competizioni ufficiali della stagione 2012.

## Stagione
Il Sandefjord chiuse il campionato al 3º posto, raggiungendo le qualificazioni all'Eliteserien. L'Ullensaker/Kisa, però, ebbe la meglio ed eliminò la squadra. L'avventura nella Coppa di Norvegia 2012 terminò invece ai quarti di finale, con l'eliminazione per mano del Molde. I calciatori più utilizzati in stagione furono Jo Sondre Aas, Panajotis Dimitriadis ed Eirik Lamøy, con 36 presenze ciascuno (30 in campionato, 5 in coppa e una nelle qualificazioni all'Eliteserien). Il miglior marcatore fu Jo Sondre Aas con 14 reti (10 in campionato e 4 nella coppa).

## Maglie e sponsor
Lo sponsor tecnico per la stagione 2012 fu Diadora, mentre lo sponsor ufficiale fu Jotun. La divisa casalinga era composta da una maglietta blu con inserti bianchi, pantaloncini blu e calzettoni bianchi. Quella da trasferta era invece costituita da una maglia rossa con inserti blu, pantaloncini e calzettoni rossi.
| Casa | Trasferta |

## Rosa
| N. |                      | Ruolo | Calciatore            |
| -- | -------------------- | ----- | --------------------- |
| 1  | Norvegia (bandiera)  | P     | Iven Austbø           |
| 2  | Norvegia (bandiera)  | D     | Alexander Gabrielsen  |
| 3  | Norvegia (bandiera)  | D     | Tom Skogsrud          |
| 4  | Senegal (bandiera)   | D     | Victor Demba Bindia   |
| 5  | Norvegia (bandiera)  | C     | Dawda Leigh           |
| 5  | Norvegia (bandiera)  | C     | Kenneth Dokken        |
| 6  | Norvegia (bandiera)  | C     | Kristian Brix         |
| 7  | Svezia (bandiera)    | C     | Panajotis Dimitriadis |
| 8  | Gambia (bandiera)    | C     | Tijan Jaiteh          |
| 9  | Senegal (bandiera)   | C     | Cheikhou Dieng        |
| 10 | Norvegia (bandiera)  | A     | Jo Sondre Aas         |
| 11 | Norvegia (bandiera)  | C     | Martin Torp           |
| 12 | Finlandia (bandiera) | P     | Tomi Maanoja          |
| 13 | Norvegia (bandiera)  | C     | Ørjan Røyrane         |
| 14 | Norvegia (bandiera)  | A     | Cato Hansen           |

| N. |                     | Ruolo | Calciatore                |
| -- | ------------------- | ----- | ------------------------- |
| 15 | Norvegia (bandiera) | D     | Kim Skogsrud              |
| 16 | Norvegia (bandiera) | A     | Kamal Saaliti             |
| 16 | Svezia (bandiera)   | C     | Peter Magnusson           |
| 17 | Norvegia (bandiera) | D     | Yaw Amankwah              |
| 18 | Norvegia (bandiera) | A     | Kristian Klepaker         |
| 19 | Norvegia (bandiera) | A     | Eirik Lamøy               |
| 20 | Norvegia (bandiera) | A     | Martin Brekke             |
| 21 | Norvegia (bandiera) | C     | Kristoffer Normann Hansen |
| 22 | Norvegia (bandiera) | C     | Tobias Jacobsen           |
| 23 | Norvegia (bandiera) | C     | Henrik Gustavsen          |
| 24 | Norvegia (bandiera) | P     | Stian Johannessen         |
| 25 | Germania (bandiera) | C     | Peter Langensteiner       |
| 26 | Norvegia (bandiera) | A     | Tobias Hem                |
| 27 | Norvegia (bandiera) | C     | Christer Hansen           |

## Calciomercato

### Sessione invernale(dal 01/01 al 31/03)
| Acquisti | Acquisti      | Acquisti   | Acquisti   |
| R.       | Nome          | da         | Modalità   |
| -------- | ------------- | ---------- | ---------- |
| P        | Tomi Maanoja  | svincolato |            |
| D        | Yaw Amankwah  | Brann      | definitivo |
| C        | Tijan Jaiteh  | Brann      | definitivo |
| A        | Jo Sondre Aas | Ranheim    | definitivo |
| A        | Cato Hansen   | svincolato |            |

| Cessioni | Cessioni        | Cessioni     | Cessioni      |
| R.       | Nome            | a            | Modalità      |
| -------- | --------------- | ------------ | ------------- |
| P        | Colin Burns     |              | ritiro        |
| D        | Martin Jensen   |              | svincolato    |
| D        | Espen Nystuen   |              | svincolato    |
| D        | Lars Sætra      | Strømsgodset | fine prestito |
| C        | Ebrima Sohna    |              | svincolato    |
| A        | Sten Ove Eike   |              | svincolato    |
| A        | Samir Šarić     |              | svincolato    |
| A        | Benjamin Stokke | Mjøndalen    | definitivo    |

### Sessione estiva(dal 01/08 al 31/08)
| Acquisti | Acquisti      | Acquisti    | Acquisti   |
| R.       | Nome          | da          | Modalità   |
| -------- | ------------- | ----------- | ---------- |
| D        | Kim Skogsrud  | Rangers     | definitivo |
| D        | Tom Skogsrud  | Rangers     | definitivo |
| C        | Dawda Leigh   | Vålerenga   | prestito   |
| A        | Kamal Saaliti | Sandnes Ulf | definitivo |

| Cessioni | Cessioni                  | Cessioni    | Cessioni   |
| R.       | Nome                      | a           | Modalità   |
| -------- | ------------------------- | ----------- | ---------- |
| C        | Kenneth Dokken            |             | ritiro     |
| C        | Peter Magnusson           | Brage       | definitivo |
| C        | Kristoffer Normann Hansen | Fram Larvik | prestito   |

## Risultati

### 1. divisjon

#### Girone di andata
| Arbitro: | Kjensli (Oslo) |

|                    |           |                                    |
| Gundersen 66’, 90’ | Marcatori | 8’ Ca. Hansen 11’ Lamøy 40’ Dokken |

| Arbitro: | Tennøy |

|         |           |               |
| Aas 43’ | Marcatori | 16’, 44’ Hoås |

| Arbitro: | Ahlsen |

|                |           |                  |
| Gabrielsen 39’ | Marcatori | 24’ Vilhjálmsson |

| Arbitro: | Gya |

|                   |           |         |
| van den Burgt 63’ | Marcatori | 6’ Torp |

| Arbitro: | Eskås |

|            |           |  |
| Jaiteh 33’ | Marcatori |  |

| Arbitro: | Toppe |

|                                   |           |  |
| Velta 7’ Jenssen 17’ Granerud 51’ | Marcatori |  |

| Arbitro: | Lundby |

|                         |           |  |
| Aas 27’ Brekke 65’, 75’ | Marcatori |  |

| Arbitro: | Gya |

|                                         |           |  |
| Knarvik 6’ Ndiaye 10’ Johansen 35’, 57’ | Marcatori |  |

| Arbitro: | Johansen (Brevik) |

|                   |           |                     |
| Lamøy 42’ Aas 47’ | Marcatori | 45’, 65’ Nikolaisen |

| Arbitro: | Tennøy |

|  |           |                              |
|  | Marcatori | 17’, 52’ Ca. Hansen 27’ Brix |

| Arbitro: | Rafiq |

|         |           |                      |
| Aas 66’ | Marcatori | 80’ Vangen 86’ Flaat |

| Arbitro: | Tennøy |

|  |           |            |
|  | Marcatori | 14’ Bindia |

| Arbitro: | Hansen |

|                    |           |  |
| Torp 78’ Lamøy 90’ | Marcatori |  |

| Arbitro: | Helgerud (Lier) |

|            |           |                                          |
| Nervold 8’ | Marcatori | 45’ Aas 75’ (aut.) El Masrouri 90’ Lamøy |

| Arbitro: | Moen |

|              |           |  |
| Amankwah 18’ | Marcatori |  |

#### Girone di ritorno
| Arbitro: | Borgersen (Oslo) |

|  |           |                                     |
|  | Marcatori | 22’ Jaiteh 28’ Ca. Hansen 80’ Dieng |

| Arbitro: | Toppe |

|                |           |                |
| Ca. Hansen 51’ | Marcatori | 52’ Midtgarden |

| Arbitro: | Eskås |

|            |           |        |
| Jensen 64’ | Marcatori | 6’ Aas |

| Arbitro: | Steen |

|  |           |                 |
|  | Marcatori | 89’ Dimitriadis |

| Arbitro: | Tennøy |

|                                    |           |                                 |
| Ca. Hansen 27’ Aas 80’ Saaliti 90’ | Marcatori | 42’ Kleven 54’ Khalili 90’ Lien |

| Arbitro: | Gya |

|             |           |                        |
| Stilson 50’ | Marcatori | 40’ Ca. Hansen 76’ Aas |

| Arbitro: | Gjermshus |

|                     |           |           |
| Saaliti 47’ Aas 57’ | Marcatori | 58’ Olsen |

| Arbitro: | Eskås |

|                         |           |  |
| Solum 21’ Myklebust 88’ | Marcatori |  |

| Arbitro: | Gya |

|           |           |  |
| Dieng 32’ | Marcatori |  |

| Arbitro: | Steen |

|  |           |                                          |
|  | Marcatori | 56’ Dimitriadis 68’ Ca. Hansen 73’ Dieng |

| Arbitro: | Helgerud (Lier) |

|                    |           |  |
| Torp 19’ Dieng 23’ | Marcatori |  |

| Arbitro: | Lundby |

|          |           |  |
| Hoff 18’ | Marcatori |  |

| Arbitro: | Rafiq |

|                         |           |  |
| Aas 45’ Dimitriadis 65’ | Marcatori |  |

| Arbitro: | Tennøy |

|               |           |  |
| V. Heltne 53’ | Marcatori |  |

| Sandefjord 11 novembre 2012, ore 13:00 30ª giornata | Sandefjord | 0 – 0 referto | Bærum | Komplett.no Arena (2.082 spett.)\| Arbitro: \| Gjermshus \| |
| Arbitro:                                            | Gjermshus  |               |       |                                                             |

#### Qualificazioni all'Eliteserien
| Arbitro: | Eskås |

|                                         |           |                                                           |
| Dimitriadis 55’ (rig.), 63’, 90’ (rig.) | Marcatori | 4’ Dos Santos 17’ (rig.) Onstad 32’ Rosenkilde 50’ Jensen |

### Coppa di Norvegia
| Sandefjord 1º maggio 2012, ore 18:00 Primo turno                                                               | Runar     | 0 – 6 referto                                                                | Sandefjord | Haukerød Idrettspark (1.043 spett.) |
| \| \| \| \| \| \| Marcatori \| 34’ Dimitriadis 47’ Lamøy 50’ Aas 57’ Dieng 74’ Brekke 84’ (rig.) Ch. Hansen \| |           |                                                                              |            |                                     |
| |           |                                                                              |            |                                     |
| | Marcatori | 34’ Dimitriadis 47’ Lamøy 50’ Aas 57’ Dieng 74’ Brekke 84’ (rig.) Ch. Hansen |            |                                     |

| Arbitro: | Loeshagen |

|  |           |                   |
|  | Marcatori | 11’ Aas 59’ Lamøy |

| Arbitro: | Hansen (Feda) |

|                                            |           |              |
| Gabrielsen 44’ (rig.) Aas 104’ Brekke 113’ | Marcatori | 74’ Pedersen |

| Arbitro: | Berntsen (Vang) |

|                                   |           |              |
| Dimitriadis 34’ (rig.) Lamøy 104’ | Marcatori | 33’ Morrison |

| Arbitro: | Hafsås (Trondheim) |

|                      |           |         |
| Angan 62’ Hoseth 90’ | Marcatori | 65’ Aas |

## Statistiche

### Statistiche di squadra
| Competizione                   | Punti | In casa | In casa | In casa | In casa | In casa | In casa | In trasferta | In trasferta | In trasferta | In trasferta | In trasferta | In trasferta | Totale | Totale | Totale | Totale | Totale | Totale | DR  |
| Competizione                   | Punti | G       | V       | N       | P       | Gf      | Gs      | G            | V            | N            | P            | Gf           | Gs           | G      | V      | N      | P      | Gf     | Gs     | DR  |
| ------------------------------ | ----- | ------- | ------- | ------- | ------- | ------- | ------- | ------------ | ------------ | ------------ | ------------ | ------------ | ------------ | ------ | ------ | ------ | ------ | ------ | ------ | --- |
| 1. divisjon                    | 55    | 15      | 8       | 5       | 2       | 23      | 12      | 15           | 8            | 2            | 5            | 21           | 17           | 30     | 16     | 7      | 7      | 44     | 29     | +15 |
| Qualificazioni all'Eliteserien | -     | 1       | 0       | 0       | 1       | 3       | 4       | 0            | 0            | 0            | 0            | 0            | 0            | 1      | 0      | 0      | 1      | 3      | 4      | -1  |
| Coppa di Norvegia              | -     | 2       | 2       | 0       | 0       | 5       | 2       | 3            | 2            | 0            | 1            | 9            | 2            | 5      | 4      | 0      | 1      | 14     | 4      | +10 |
| Totale                         | -     | 18      | 10      | 5       | 3       | 31      | 18      | 18           | 10           | 2            | 6            | 30           | 19           | 36     | 20     | 7      | 9      | 61     | 37     | +24 |

### Statistiche dei giocatori
| J. Aas            | 30 | 10 | 2 | 0 | 5 | 4 | 1 | 0 | ? | ? | ? | ? | 1 | 0 | 0 | 0 | 36+ | 14+ | 3+ | 0+ |
| Y. Amankwah       | 23 | 1  | 5 | 0 | 2 | 0 | 0 | 0 | ? | ? | ? | ? | 1 | 0 | 0 | 0 | 26+ | 1+  | 5+ | 0+ |
| I. Austbø         | 29 | 0  | 1 | 0 | 3 | 0 | 0 | 0 | ? | ? | ? | ? | 1 | 0 | 1 | 0 | 33+ | 0+  | 2+ | 0+ |
| V. Bindia         | 22 | 1  | 2 | 0 | 5 | 0 | 1 | 0 | ? | ? | ? | ? | 0 | 0 | 0 | 0 | 27+ | 1+  | 3+ | 0+ |
| M. Brekke         | 10 | 2  | 1 | 0 | 4 | 2 | 1 | 0 | ? | ? | ? | ? | 0 | 0 | 0 | 0 | 14+ | 4+  | 2+ | 0+ |
| K. Brix           | 26 | 1  | 2 | 1 | 5 | 0 | 0 | 0 | ? | ? | ? | ? | 1 | 0 | 0 | 0 | 32+ | 1+  | 2+ | 1+ |
| C. Dieng          | 24 | 4  | 2 | 0 | 5 | 1 | 1 | 0 | ? | ? | ? | ? | 0 | 0 | 0 | 0 | 29+ | 5+  | 3+ | 0+ |
| P. Dimitriadis    | 30 | 3  | 1 | 0 | 5 | 2 | 0 | 0 | ? | ? | ? | ? | 1 | 3 | 0 | 0 | 36+ | 8+  | 1+ | 0+ |
| K. Dokken         | 2  | 1  | 0 | 0 | 0 | 0 | 0 | 0 | ? | ? | ? | ? | 0 | 0 | 0 | 0 | 2+  | 1+  | 0+ | 0+ |
| A. Gabrielsen     | 9  | 1  | 1 | 0 | 1 | 1 | 0 | 0 | ? | ? | ? | ? | 0 | 0 | 0 | 0 | 10+ | 2+  | 1+ | 0+ |
| H. Gustavsen      | 18 | 0  | 1 | 0 | 4 | 0 | 0 | 0 | ? | ? | ? | ? | 0 | 0 | 0 | 0 | 22+ | 0+  | 1+ | 0+ |
| Ca. Hansen        | 29 | 8  | 4 | 0 | 3 | 0 | 0 | 0 | ? | ? | ? | ? | 1 | 0 | 0 | 0 | 33+ | 8+  | 4+ | 0+ |
| Ch. Hansen        | 18 | 0  | 2 | 0 | 3 | 0 | 0 | 0 | ? | ? | ? | ? | 1 | 0 | 0 | 0 | 22+ | 0+  | 2+ | 0+ |
| T. Hem            | 1  | 0  | 0 | 0 | 0 | 0 | 0 | 0 | ? | ? | ? | ? | 0 | 0 | 0 | 0 | 1+  | 0+  | 0+ | 0+ |
| T. Jacobsen       | 0  | 0  | 0 | 0 | 1 | 0 | 0 | 0 | ? | ? | ? | ? | 0 | 0 | 0 | 0 | 1+  | 0+  | 0+ | 0+ |
| T. Jaiteh         | 26 | 2  | 7 | 0 | 5 | 0 | 2 | 0 | ? | ? | ? | ? | 1 | 0 | 0 | 0 | 32+ | 2+  | 9+ | 0+ |
| S. Johannessen    | 0  | 0  | 0 | 0 | 0 | 0 | 0 | 0 | ? | ? | ? | ? | 0 | 0 | 0 | 0 | 0+  | 0+  | 0+ | 0+ |
| K. Klepaker       | 5  | 0  | 0 | 0 | 2 | 0 | 0 | 0 | ? | ? | ? | ? | 0 | 0 | 0 | 0 | 7+  | 0+  | 0+ | 0+ |
| E. Lamøy          | 30 | 4  | 2 | 0 | 5 | 3 | 0 | 0 | ? | ? | ? | ? | 1 | 0 | 0 | 0 | 36+ | 7+  | 2+ | 0+ |
| P. Langensteiner  | 1  | 0  | 0 | 0 | 0 | 0 | 0 | 0 | ? | ? | ? | ? | 0 | 0 | 0 | 0 | 1+  | 0+  | 0+ | 0+ |
| D. Leigh          | 9  | 0  | 1 | 0 | 0 | 0 | 0 | 0 | ? | ? | ? | ? | 1 | 0 | 0 | 0 | 10+ | 0+  | 1+ | 0+ |
| T. Maanoja        | 1  | 0  | 0 | 0 | 1 | 0 | 0 | 0 | ? | ? | ? | ? | 0 | 0 | 0 | 0 | 2+  | 0+  | 0+ | 0+ |
| P. Magnusson      | 9  | 0  | 3 | 0 | 3 | 0 | 1 | 0 | ? | ? | ? | ? | 0 | 0 | 0 | 0 | 12+ | 0+  | 4+ | 0+ |
| K. Normann Hansen | 3  | 0  | 0 | 0 | 0 | 0 | 0 | 0 | ? | ? | ? | ? | 0 | 0 | 0 | 0 | 3+  | 0+  | 0+ | 0+ |
| Ø. Røyrane        | 0  | 0  | 0 | 0 | 0 | 0 | 0 | 0 | ? | ? | ? | ? | 0 | 0 | 0 | 0 | 0+  | 0+  | 0+ | 0+ |
| K. Saaliti        | 11 | 2  | 0 | 0 | 0 | 0 | 0 | 0 | ? | ? | ? | ? | 1 | 0 | 0 | 0 | 12+ | 2+  | 0+ | 0+ |
| K. Skogsrud       | 3  | 0  | 0 | 0 | 1 | 0 | 1 | 0 | ? | ? | ? | ? | 1 | 0 | 1 | 0 | 5+  | 0+  | 2+ | 0+ |
| T. Skogsrud       | 7  | 0  | 1 | 0 | 0 | 0 | 0 | 0 | ? | ? | ? | ? | 0 | 0 | 0 | 0 | 7+  | 0+  | 1+ | 0+ |
| M. Torp           | 28 | 3  | 2 | 0 | 5 | 0 | 1 | 0 | ? | ? | ? | ? | 1 | 0 | 0 | 0 | 34+ | 3+  | 3+ | 0+ |